# Marie-Bernadette Thomas
Pour les articles homonymes, voir Thomas.
Marie-Bernadette Thomas, née le 13 décembre 1955 à Oger (Marne), est une footballeuse internationale française évoluant au poste de défenseure.
Elle est quadruple championne de France avec Reims et Saint-Maur.

## Carrière

### Carrière en club
Marie-Bernadette Thomas évolue de 1971 à 1979 au Stade de Reims ; elle y remporte le championnat de France féminin lors des saisons 1974-1975, 1975-1976 et 1976-1977. Elle joue ensuite deux saisons au Paris Saint-Germain.
Elle joue lors de la saison 1982-1983 à la VGA Saint-Maur, remportant à nouveau le championnat de France.

### Carrière en sélection
Marie-Bernadette Thomas compte 15 sélections en équipe de France entre 1971 et 1978. 
Elle honore sa première sélection en équipe nationale le 17 avril 1971, en amical contre les Pays-Bas (victoire 4-0). Elle joue son dernier match le 3 juin 1978, en amical contre le pays de Galles (match nul 1-1).